# أكرم مسلم
أكرم مسلم روائي وكاتب صحفي فلسطيني من مواليد عام 1971  ولد في قرية تلفيت في محافظة نابلس ودرس الأدب العربي في جامعة بيرزيت وقد نشر العديد من الروايات،  وقد حرر «يوميات خليل السكاكيني» الواقعة في 8 مجلدات، وقد حاز على جائزة مؤسسة عبد المحسن القطان للأدب الشاب عن روايته «سيرة العقرب الذي يتصبب عرقا». 